# Capnolymma cingalensis
Capnolymma cingalensis är en skalbaggsart som beskrevs av Charles Joseph Gahan 1906. Capnolymma cingalensis ingår i släktet Capnolymma och familjen långhorningar.
Artens utbredningsområde är Sri Lanka. Inga underarter finns listade.